# Jeździectwo na Letnich Igrzyskach Olimpijskich 1988
Jeździectwo na letnich Igrzyskach Olimpijskich w Seulu odbywało się od 19 września do 2 października. Wystąpiło 182 zawodników w tym 54 kobiet z 32 państw. Najmłodszym zawodnikiem była María Paula Bernal (16 lat). Najstarszym zawodnikiem był Kikuko Inoue (63 lata). Najwięcej medali zdobyli reprezentanci Niemiec Zachodnich. Polskę reprezentowali następujący zawodnicy: Piotr Piasecki, Krzysztof Rafalak, Bogusław Jarecki, Eugeniusz Koczorski, Krzysztof Rogowski. Polska drużyna zajęła 4. miejsce.

## Medaliści
| Państwa              | Złoto | Srebro | Brąz | Razem |
| -------------------- | ----- | ------ | ---- | ----- |
| 1. RFN               | 4     | 0      | 1    | 5     |
| 2. Francja           | 1     | 1      | 1    | 3     |
| 3. Nowa Zelandia     | 1     | 0      | 1    | 2     |
| 4. Wielka Brytania   | 0     | 2      | 1    | 3     |
| 5. Stany Zjednoczone | 0     | 2      | 0    | 2     |
| 6. Szwajcaria        | 0     | 1      | 1    | 2     |
| 7. Kanada            | 0     | 0      | 1    | 1     |

| Konkurencja                          | Złoty medal                                                                       | Srebrny medal                                                                           | Brązowy medal                                                                   |
| ------------------------------------ | --------------------------------------------------------------------------------- | --------------------------------------------------------------------------------------- | ------------------------------------------------------------------------------- |
| Ujeżdżenie Indywidualne              | RFN · Nicole Uphoff                                                               | Francja · Margit Otto-Crépin                                                            | Szwajcaria · Christine Stückelberger                                            |
| Ujeżdżenie Drużynowo                 | RFN · Nicole Uphoff · Monica Theodorescu · Reiner Klimke · Ann Kathrin Linsenhoff | Szwajcaria · Christine Stückelberger · Otto Hofer · Daniel Ramseier · Samuel Schetzmann | Kanada · Eva-Maria Pracht · Cynthia Neale-Ishoy · Gina Smith · Ashley Holzer    |
| WKKW Indywidualnie                   | Nowa Zelandia · Mark Todd                                                         | Wielka Brytania · Ian Stark                                                             | Wielka Brytania · Virginia Leng                                                 |
| WKKW drużynowo                       | RFN · Claus Erhorn · Matthias Baumann · Thies Kaspareit · Ralf Ehrenbrink         | Wielka Brytania · Mark Phillips · Ian Stark · Karen Straker · Virginia Leng             | Nowa Zelandia · Mark Todd · Margaret Knighton · Andrew Bennie · Tinks Pottinger |
| Skoki przez przeszkody indywidualnie | Francja · Pierre Durand                                                           | Stany Zjednoczone · Greg Best                                                           | RFN · Karsten Huck                                                              |
| Skoki przez przeszkody drużynowo     | RFN · Ludger Beerbaum · Wolfgang Brinkmann · Dirk Hafemeister · Franke Sloothaak  | Stany Zjednoczone · Greg Best · Anne Kursinski · Joseph Fargis · Lisa Ann Jacquin       | Francja · Hubert Bourdy · Frédéric Cottier · Michel Robert · Pierre Durand      |